# Sinoleontopodium
Sinoleontopodium es un género monotípico de plantas con flores perteneciente a la familia de las asteráceas. Su única especie: Sinoleontopodium lingianum, es originaria de China.

## Descripción
Es una planta perenne, pulvinulada que alcanza unos 4-5 cm de altura, densamente blanco o amarillento lanoso. Rizoma leñoso delgado, ascendente o erecto, con numerosas flores y tallos estériles densamente congestionadas. Tallos de 2-3 cm de alto, simple o 2 - o 3 (-5)-ramificadas anteriormente. Hojas sésiles, alternas y muy densamente establecidas, ovado-oblongas, elíptico-oblongas u oblanceoladas, de 2-8 × 1-2.5 mm, ambas superficies blancas o grisáceas lanosas con un mechón de pelo distinto distal adaxialmente, base estrecha, ápice con borde entero. Capitulescencias generalmente solitarias, dioicas. Involucro 6-8 × 4-5 mm; filarios 5 - o 6 (o 7)-seriados. Floretes 44-55 por cabezuela, corola amarilla, de 3 mm, densamente vellosa y blanca en la parte superior, estilo ligeramente exertos, lóbulos ca. 0,3 mm; ca ovario. 0,5 mm, glabros. Aquenios ca. 1 mm, 1-nervadas, con baja densidad glandular-papiloso. Vilano blanco, serrulado. Fl. Julio.

## Distribución Y hábitat
Se encuentra en las laderas glaciales y de grava o lugares rocosos, a una altitud de 4500-4900 metros, en Xizang (Mainling).
Esta especie se caracteriza por el hábito pulvinulado, flósculos homogéneos, y las vellosidades de la corola densamente blanca en la parte superior.

## Taxonomía
Sinoleontopodium lingianum fue descrita por  Yi Ling Chen   y publicado en Novon 19(1): 24. 2009.